# G20 (paesi industrializzati)
Il Gruppo 20 (o G20) è un forum dei leader, dei ministri delle finanze e dei governatori delle banche centrali, creato nel 1999, dopo una successione di crisi finanziarie per favorire l'internazionalità economica e la concertazione tenendo conto delle nuove economie in sviluppo.
I membri fondatori sono i 19 Paesi tra i più industrializzati del mondo (Arabia Saudita, Argentina, Australia, Brasile, Canada, Cina, Corea del Sud, India, Indonesia, Francia, Germania, Giappone, Italia, Messico, Regno Unito, Russia, Stati Uniti, Sudafrica, Turchia), più l'Unione europea, ai quali dal 2023 si è aggiunta come membro a pieno titolo l'Unione africana. Ai vertici prendono parte anche una serie di invitati permanenti (la Spagna, la Banca Mondiale, il Fondo Monetario Internazionale e altri) e occasionali (di norma uno o due Stati scelti dal Paese che ha la presidenza di turno).
Il G20 rappresenta i due terzi del commercio e della popolazione mondiale, oltre all'80% del PIL mondiale. Sono presenti anche alcune tra le maggiori organizzazioni internazionali.

## Gli incontri del G20

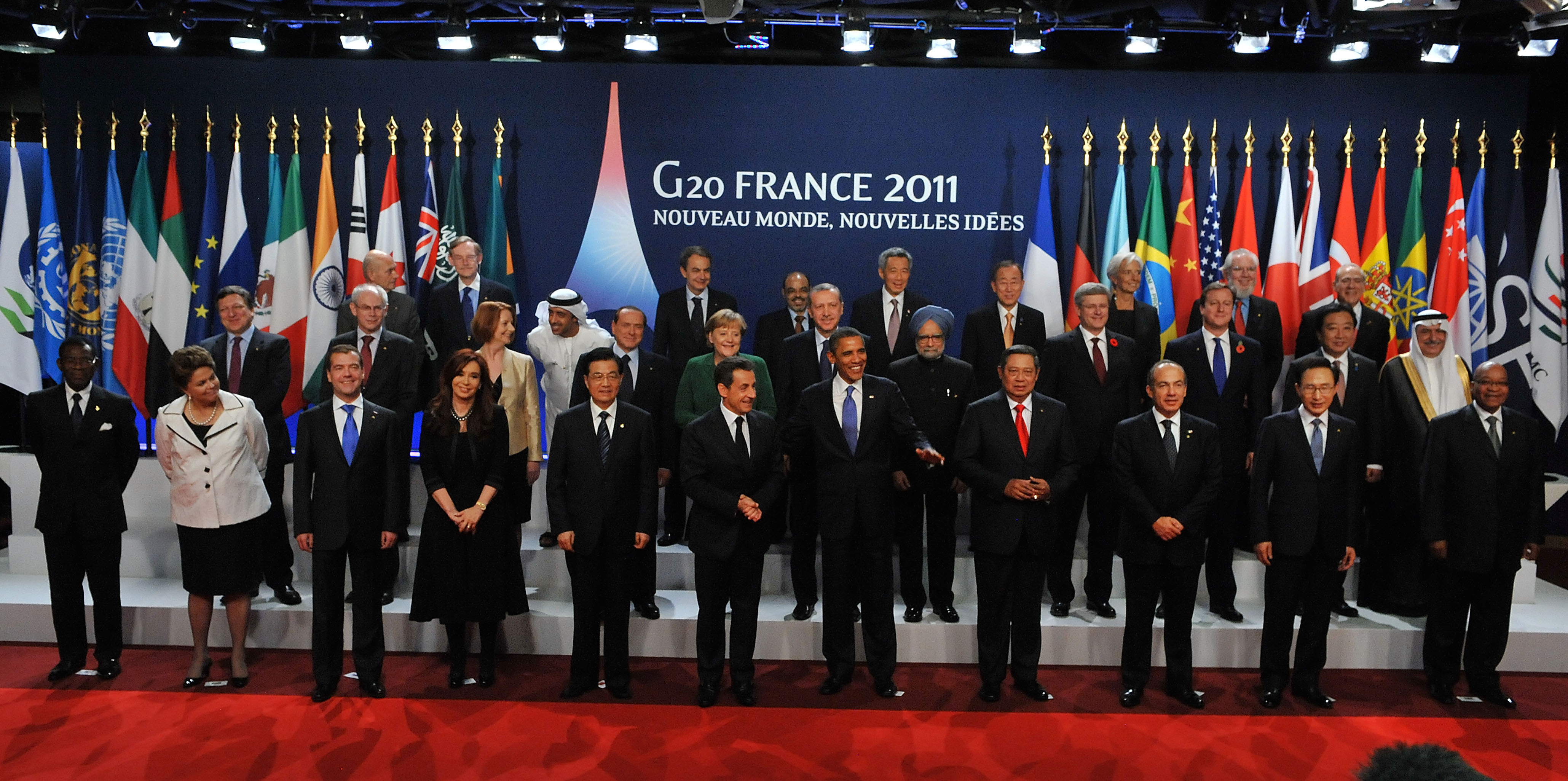
I capi di Stato e di governo nel G20 a Cannes (Francia) del 2011

Dopo il primo incontro nel dicembre 1999 a Berlino, a cui parteciparono ministri delle Finanze e i banchieri centrali (della banca centrale mondiale) dei Paesi membri, i successivi incontri hanno avuto luogo a Montréal (2000), Ottawa (2001), Nuova Delhi (2002), Morelia (2003), nuovamente a Berlino (2004), poi Pechino (2005), Melbourne (2006), Città del Capo (2007), San Paolo (2008).
Inizialmente e fino al 2008, i rappresentanti dei paesi membri erano i ministri delle finanze e i direttori o governatori delle banche centrali. In seguito alla grande recessione, è stato tenuto il primo vertice dei capi di Stato a Washington a novembre 2008. È stato poi tenuto un secondo vertice a Londra ad aprile 2009 e un terzo a Pittsburgh a settembre 2009.
Dopo il vertice di Pittsburgh, il summit si è tenuto due volte nel 2010: a Toronto e a Seul. In quest'ultimo incontro, oltre alla Spagna furono invitati Vietnam, Singapore, Etiopia e Malawi.
Nel 2011 il vertice si tenne a Cannes e l'anno successivo a Los Cabos.
Il 5 e 6 settembre 2013 il summit ha avuto luogo a San Pietroburgo sotto la presidenza russa. Nel vertice di San Pietroburgo sono state discusse, oltre alle tematiche tradizionali, anche le misure da prendere per la crisi politico-militare in Siria, scatenando le reazioni del Papa e dell'Alto commissario ONU per i rifugiati António Guterres.
Il 15 e 16 novembre 2014 il vertice si è svolto a Brisbane. È stata incerta fino a metà ottobre la partecipazione della Russia, rea, a detta dei paesi contrari alle secessioni in Ucraina, di aiutare e sostenere anche con armi e soldati le bande di ribelli filorussi (definiti terroristi dal governo ucraino) nell'ambito del conflitto armato in corso nel Sud-est dell'Ucraina, al summit G20 previsto in Australia. È stata comunque invitata a partecipare al G20, ma solo in qualità di Stato che ha interrelazioni commerciali e finanziarie con gli altri membri del G20, e non in qualità della sua visione e della strategia geopolitica che attualmente sta portando avanti.
Nel 2021 il vertice si è tenuto per la prima volta in Italia, a Roma.
In occasione del vertice del 2023 in India, il presidente di turno Narendra Modi ha annunciato che l'Unione africana era divenuta il 21esimo membro del G20. Si è trattato della prima (e finora unica) espansione del gruppo sin dalla sua fondazione nel 1999.

## Paesi membri
Di seguito vengono rappresentati i paesi membri e i rispettivi leader politici:
- Unione europea - Presidente della Commissione europea Ursula von der Leyen e Presidente del Consiglio europeo António Costa
- Unione africana - Presidente di turno João Lourenço

G7:
- Canada - Primo Ministro Mark Carney
- Francia - Presidente della Repubblica Emmanuel Macron
- Germania - Cancelliere Federale Friedrich Merz
- Giappone - Primo Ministro Shigeru Ishiba
- Italia - Presidente del Consiglio dei Ministri Giorgia Meloni
- Regno Unito - Primo Ministro Keir Starmer
- Stati Uniti - Presidente Donald Trump

BRICS:
- Brasile - Presidente Luiz Inácio Lula da Silva
- Egitto - Presidente Abdel Fattah al-Sisi
- Etiopia - Primo ministro Abiy Ahmed Ali
- Emirati Arabi Uniti - Primo ministro Mohammed bin Rashid Al Maktum
- Russia - Presidente Vladimir Putin
- India - Primo Ministro Narendra Modi
- Indonesia - Presidente Prabowo Subianto
- Iran - Presidente Masoud Pezeshkian
- Cina - Presidente Xi Jinping
- Sudafrica - Presidente Cyril Ramaphosa

Altri paesi:
- Australia - Primo Ministro Anthony Albanese
- Arabia Saudita - Re Salman
- Argentina - Presidente Javier Milei
- Corea del Sud - Presidente Lee Jae-myung
- Indonesia - Presidente Prabowo Subianto
- Messico - Presidente Claudia Sheinbaum
- Turchia - Presidente Recep Tayyip Erdoğan

Ospiti nel corso degli ultimi incontri, ma non membri riconosciuti:
- Spagna - Presidente del Governo Pedro Sánchez, invitato permanente[8]
- Paesi Bassi - Ministro-presidente Dick Schoof

I Paesi di piccole e medie dimensioni sono attualmente rappresentati da
- Singapore - Primo ministro Lawrence Wong, come presidente attuale del Global Governance Group.

## Peso demografico ed economico
| 2019                                | Pos. | Abitanti (milioni) | %         | Pos. | PIL nominale (miliardi USD) | %          | Pos. | PIL annuo (miliardi USD) | %          |
| ----------------------------------- | ---- | ------------------ | --------- | ---- | --------------------------- | ---------- | ---- | ------------------------ | ---------- |
| Mondo                               | –    | 7 080              | 100,0     | –    | 84 835                      | 100,0      | –    | 83 193                   | 100,0      |
| Stati Uniti                         | 3    | 329                | 4,2       | 1    | 20 510                      | 24,2       | 1    | 16 245                   | 19,5       |
| Giappone                            | 10   | 128                | 1,6       | 3    | 5 070                       | 5,9        | 4    | 4 576                    | 5,5        |
| Germania                            | 17   | 82                 | 1,1       | 4    | 4 029                       | 4,7        | 5    | 3 167                    | 3,8        |
| Regno Unito                         | 22   | 67                 | 0,9       | 5    | 2 810                       | 3,3        | 8    | 2 313                    | 2,8        |
| Francia                             | 21   | 68                 | 0,9       | 7    | 2 794                       | 3,3        | 9    | 2 238                    | 2,7        |
| Italia                              | 23   | 60                 | 0,8       | 8    | 2 086                       | 2,5        | 10   | 1 813                    | 2,2        |
| Canada                              | 39   | 37                 | 0,5       | 9    | 1 733                       | 2,5        | 13   | 1 474                    | 1,8        |
| Unione europea (esclusi DE, FR, IT) | –    | 446 (234)          | 6,5 (3,3) | –    | 18 495 (6 776)              | 21,8 (7,9) | –    | 15 993 (6 462)           | 19,2 (7,8) |
| G7                                  | -    | 1 007              | 16        | -    | 45 809                      | 53,9       | -    | 34 312                   | 41,2       |
| Cina                                | 1    | 1 433              | 18,0      | 2    | 13 092                      | 11,4       | 2    | 12 261                   | 14,7       |
| India                               | 2    | 1 366              | 17,5      | 6    | 2 919                       | 2,6        | 3    | 4 716                    | 5,7        |
| Brasile                             | 6    | 211                | 2,7       | 11   | 1 909                       | 3,1        | 7    | 2 330                    | 2,8        |
| Russia                              | 9    | 145                | 1,9       | 12   | 1 576                       | 2,8        | 6    | 2 486                    | 3,0        |
| Sudafrica                           | 24   | 58                 | 0,8       | 32   | 376                         | 0,5        | 25   | 576                      | 0,7        |
| BRICS                               | -    | 3 213              | 40,9      | -    | 19 872                      | 20,4       | -    | 22 369                   | 26,9       |
| Corea del Sud                       | 28   | 51                 | 0,7       | 10   | 1 665                       | 1,6        | 12   | 1 598                    | 1,9        |
| Australia                           | 55   | 25                 | 0,3       | 13   | 1 427                       | 2,1        | 18   | 961                      | 1,2        |
| Messico                             | 10   | 127                | 1,6       | 15   | 1 199                       | 1,6        | 11   | 1 798                    | 2,2        |
| Indonesia                           | 4    | 247                | 3,5       | 16   | 1 005                       | 1,2        | 15   | 1 204                    | 1,4        |
| Arabia Saudita                      | 41   | 34                 | 0,4       | 18   | 769                         | 1,0        | 20   | 884                      | 1,1        |
| Turchia                             | 18   | 83                 | 1,1       | 19   | 713                         | 1,1        | 16   | 1 109                    | 1,3        |
| Argentina                           | 31   | 44                 | 0,6       | 26   | 475                         | 0,7        | 22   | 735                      | 0,9        |
| G20                                 | -    | 4 831              | 68,2      | -    | 72 704                      | 85,7       | -    | 68 946                   | 82,9       |

## Sedi delle riunioni

### Vertice dei capi di Stato e Governo (dal 2008)
| Nº  | Data                           | Fotografia                                   | Nazione ospitante | Presidente                | Sede                                                |
| --- | ------------------------------ | -------------------------------------------- | ----------------- | ------------------------- | --------------------------------------------------- |
| 1º  | 14 - 15 novembre 2008          | senza cornice                                | Stati Uniti       | George W. Bush            | Washington, Distretto di Columbia                   |
| 2º  | 2 aprile 2009                  | senza cornice                                | Regno Unito       | Gordon Brown              | Londra, Inghilterra                                 |
| 3º  | 24 - 25 settembre 2009         | senza cornice                                | Stati Uniti       | Barack Obama              | Pittsburgh, Pennsylvania                            |
| 4º  | 26 - 27 giugno 2010            | senza cornice                                | Canada            | Stephen Harper            | Toronto, Ontario                                    |
| 5º  | 11 - 12 novembre 2010          | senza cornice                                | Corea del Sud     | Lee Myung-bak             | Seul                                                |
| 6º  | 3 - 4 novembre 2011            | senza cornice                                | Francia           | Nicolas Sarkozy           | Cannes, Provenza-Alpi-Costa Azzurra                 |
| 7º  | 18 - 19 giugno 2012            | senza cornice                                | Messico           | Felipe Calderón           | Los Cabos, Bassa California del Sud                 |
| 8º  | 5 - 6 settembre 2013           | senza cornice                                | Russia            | Vladimir Putin            | San Pietroburgo, Distretto federale nordoccidentale |
| 9º  | 15 - 16 novembre 2014          | senza cornice                                | Australia         | Tony Abbott               | Brisbane, Queensland                                |
| 10º | 15 - 16 novembre 2015          | senza cornice                                | Turchia           | Recep Tayyip Erdoğan      | Adalia, Regione del Mar Mediterraneo                |
| 11º | 4 - 5 settembre 2016           | senza cornice                                | Cina              | Xi Jinping                | Hangzhou, Zhejiang                                  |
| 12º | 7 - 8 luglio 2017              | senza cornice                                | Germania          | Angela Merkel             | Amburgo                                             |
| 13º | 30 novembre - 1º dicembre 2018 | senza cornice                                | Argentina         | Mauricio Macri            | Buenos Aires                                        |
| 14º | 28 - 29 giugno 2019            | senza cornice                                | Giappone          | Shinzō Abe                | Osaka, Kansai                                       |
| 15º | 21-22 novembre 2020            | Virtuale, a causa della Pandemia di COVID-19 | Arabia Saudita    | Salman                    | Riad                                                |
| 16º | 30 - 31 ottobre 2021           | senza cornice                                | Italia            | Mario Draghi              | Roma                                                |
| 17º | 15 - 16 novembre 2022          | senza cornice                                | Indonesia         | Joko Widodo               | Bali                                                |
| 18º | 9 - 10 settembre 2023          |                                              | India             | Narendra Modi             | Nuova Delhi                                         |
| 19º | 18 - 19 novembre 2024          | senza cornice                                | Brasile           | Luiz Inácio Lula da Silva | Rio de Janeiro                                      |

### Vertici futuri
| N°  | Data | Nazione ospitante | Presidente      | Sede |
| --- | ---- | ----------------- | --------------- | ---- |
| 20º | 2025 | Sudafrica         | Cyril Ramaphosa |      |
| 21º | 2026 | Stati Uniti       | Donald Trump    |      |

### Meeting dei Ministri delle Finanze e dei Governatori delle Banche centrali
| Anno | Nazione ospitante | Città ospitante   | Date            | Note                                |
| ---- | ----------------- | ----------------- | --------------- | ----------------------------------- |
| 1999 | Germania          | Berlino           |                 |                                     |
| 2000 | Canada            | Montréal          |                 |                                     |
| 2001 | Canada            | Ottawa            |                 |                                     |
| 2002 | India             | Nuova Delhi       |                 |                                     |
| 2003 | Messico           | Morelia           |                 |                                     |
| 2004 | Germania          | Berlino           |                 |                                     |
| 2005 | Cina              | Pechino           |                 |                                     |
| 2006 | Australia         | Melbourne         |                 |                                     |
| 2007 | Sudafrica         | Città del Capo    |                 |                                     |
| 2008 | Brasile           | San Paolo         |                 |                                     |
| 2009 | Regno Unito       | Horsham           | Marzo           |                                     |
| 2009 | Regno Unito       | Londra            | Settembre       |                                     |
| 2009 | Regno Unito       | St Andrews        | Novembre        |                                     |
| 2010 | Corea del Sud     | Incheon           | Febbraio        |                                     |
| 2010 | Canada            | Toronto           | Giugno          |                                     |
| 2010 | Corea del Sud     | Seul              | Novembre        |                                     |
| 2011 | Francia           | Parigi            | Febbraio        |                                     |
| 2011 | Stati Uniti       | Washington        | Aprile          |                                     |
| 2011 | Stati Uniti       | Washington        | Settembre       | [ 10 ]                              |
| 2011 | Francia           | Parigi            | Ottobre         |                                     |
| 2011 | Francia           | Cannes            | Novembre        |                                     |
| 2012 | Messico           | Città del Messico | Febbraio        |                                     |
| 2012 | Stati Uniti       | Washington        | Aprile          |                                     |
| 2012 | Messico           | Città del Messico | Novembre        | [ 11 ]                              |
| 2013 | Russia            | Mosca             | Febbraio        | [ 12 ]                              |
| 2013 | Stati Uniti       | Washington        | Aprile          | [ 13 ]                              |
| 2013 | Stati Uniti       | Washington        | Ottobre         | Prosecuzione del meeting precedente |
| 2014 | Australia         | Sydney            | 22-23 febbraio  |                                     |
| 2014 | Stati Uniti       | Washington        | 10-11 aprile    |                                     |
| 2014 | Australia         | Cairns            | 20-21 settembre |                                     |
| 2015 | Turchia           | Istanbul          | 9-10 febbraio   | [ 15 ]                              |
| 2015 | Stati Uniti       | Washington        | 16-17 aprile    | [ 16 ]                              |
| 2015 | Turchia           | Ankara            | 4-5 settembre   | [ 17 ]                              |
| 2015 | Perù              | Lima              | 8 ottobre       | [ 18 ]                              |
| 2016 | Cina              | Shanghai          | 26-27 febbraio  | [ 19 ]                              |
| 2016 | Stati Uniti       | Washington        | 14-15 aprile    | [ 20 ]                              |
| 2016 | Cina              | Chengdu           | 23-24 luglio    | [ 21 ]                              |
| 2017 | Germania          | Baden-Baden       | 17-18 marzo     | [ 22 ]                              |
| 2018 | Argentina         | Buenos Aires      | 19-20 marzo     | [ 23 ]                              |
| 2018 | Stati Uniti       | Washington        | 19-20 aprile    |                                     |
| 2018 | Argentina         | Buenos Aires      | 21-22 luglio    |                                     |
| 2018 | Indonesia         | Bali              | 11-12 ottobre   |                                     |
| 2021 | Italia            | virtuale          | 26 febbraio     |                                     |
| 2021 | Italia            | virtuale          | 7 aprile        |                                     |
| 2021 | Italia            | Venezia           | 9-10 luglio     |                                     |
| 2021 | Stati Uniti       | Washington        | 13 ottobre      |                                     |
| 2021 | Italia            | Roma              | 29 ottobre      |                                     |

### Gruppi non più esistenti
- G22
- G33 (paesi industrializzati)